# 1917 (film)
1917 är en amerikansk-brittisk krigsfilm från 2019. Filmen är regisserad av Sam Mendes, som även skrivit manus tillsammans med Krysty Wilson-Cairns.
På Oscarsgalan 2020 vann 1917 tre Oscar för bästa foto, bästa ljud och bästa specialeffekter. Den nominerades även för bästa film, bästa regi, bästa originalmanus, bästa filmmusik, bästa ljudredigering, bästa scenografi och bästa smink.
Filmen hade premiär i Sverige den 31 januari 2020, utgiven av Nordisk Film.

## Handling
Filmen handlar om de två brittiska soldaterna Will Schofield och Tom Blake som under första världskrigets näst sista år får ett näst intill omöjligt uppdrag. De ska under svår tidspress korsa fiendens territorium för att kunna leverera ett meddelande som kan stoppa 1 600 allierade soldater, bland andra Blakes bror, från att gå i en dödlig tysk fälla.

## Rollista (i urval)
| - George MacKay – Vicekorpral William "Will" Schofield - Dean-Charles Chapman – Vicekorpral Thomas "Tom" Blake - Mark Strong – Kapten Smith - Andrew Scott – Löjtnant Leslie - Richard Madden – Löjtnant Joseph Blake - Claire Duburcq – Lauri - Colin Firth – General Erinmore | - Benedict Cumberbatch – Överste Mackenzie - Daniel Mays – Sergeant Sanders - Adrian Scarborough – Major Hepburn - Jamie Parker – Löjtnant Richards - Pip Carter – Löjtnant Gordon - Michael Jibson – Löjtnant Hutton - Richard McCabe – Överste Collins |